# Taxon vyhynulý v přírodě
Taxon vyhynulý v přírodě (ve zkratce EW, Extinct in the Wild) je stupeň ohrožení podle červeného seznamu IUCN. Vyjadřuje, že několik jedinců daného taxonu (druhu, poddruhu nebo jiné taxonomické kategorie) v zajetí stále přežívá, ale ve volné přírodě už nežijí/nerostou.

## Příklady

### Savci
- lev berberský

### Ptáci
- vrána havajská

### Ryby
- nelma obecná
- jeseter jihočínský

### Rostliny
- píchoš Woodův – druh cykasu

## Zajímavosti
Dříve byl do této kategorie zařazen i kůň Převalského, který je nyní vysazován zpět do přírody v Mongolsku.